# Papaver oreophilum
Papaver oreophilum är en vallmoväxtart som beskrevs av Franz Josef Ivanovich Ruprecht. Papaver oreophilum ingår i släktet vallmor, och familjen vallmoväxter. Inga underarter finns listade i Catalogue of Life.